# Casa di Goethe
La Casa di Goethe è un museo e centro culturale sito a Via del Corso 18, nel rione Campo Marzio a Roma. È dedicato a Johann Wolfgang von Goethe ed il suo Viaggio in Italia, compiuto dal 3 settembre 1786 al 18 giugno 1788 e pubblicato come libro tra 1813 e 1817.
La Casa di Goethe si trova nell'appartamento dove Goethe soggiornò durante la sua permanenza a Roma insieme al suo amico Johann Heinrich Wilhelm Tischbein.
Il museo è sotto la guida di Gregor H. Lersch ed è un'istituzione dell'Associazione Tedesca degli Istituti di Cultura autonomi (AsKI e.V.) con sede a Bonn. Finanziamento: Die Beauftragte der Bundesregierung für Kultur und Medien (L'incaricata del Governo Federale per la Cultura e i Media).

## Storia
Il palazzo in via del Corso 18 era stato per oltre un secolo (dal 1824 al 1948) proprietà della famiglia Bracci, discendenti dello scultore Pietro Bracci. Nel 1948 l'ultimo erede della famiglia lascia l'edificio alla Mensa Vescovile di Civita Castellana. La storia del palazzo è documentata nella pubblicazione "Via del Corso 18. Storia di un indirizzo" di Dorothee Hock.
Il 29 ottobre 1973 viene inaugurato un museo di Goethe a Roma in alcune stanze prese affitto al secondo piano. Nove anni dopo il "Goethe Museum Rom" è costretto a chiudere: l’istituzione gestita da privati, ma finanziata con limitati mezzi pubblici, non è più accessibile a partire dall’estate del 1982. Qualche anno dopo l'AsKI è incaricato con il progetto di fondare un nuovo museo a Roma. Nel 1990 acquista dalla Mensa Vescovile di Civita Castellana l'intero primo piano. Negli anni successivi seguono importanti lavori di restauro.
Il 30 maggio 1997 apre la Casa di Goethe, l’unico museo tedesco all’estero. Sin da quella data ricorda con esposizioni e manifestazioni culturali il famoso ospite di Roma. Dal 1997 al 2013 il museo è stato diretto da Ursula Bongaerts.

Dal 1998 al 2006 la Daimler Chrysler-AG ha finanziato una prima borsa di studio. Nel 2009 l'AsKI acquista con il sostegno del Parlamento tedesco un altro appartamento al 2. piano che viene inaugurato nel 2012. Per caso si tratta dello stesso appartamento che era la sede del primo museo goethiano a Roma. La nuova dépendance ospita la storica Biblioteca del Deutscher Künstlerverein (Associazione degli Artisti Tedeschi) fondata nel 1848, una foresteria per borsisti e una sala eventi. Le mostre temporanee della Casa di Goethe sono accompagnate da cataloghi e pubblicazioni acquistabili sul sito del museo e dell'AsKI e.V. Il nuovo programma della borsa di studio è finanziato dalla "Karin und Uwe Hollweg Stiftung" di Brema e finanzia progetti legati allo scambio culturale italo-tedesco. 

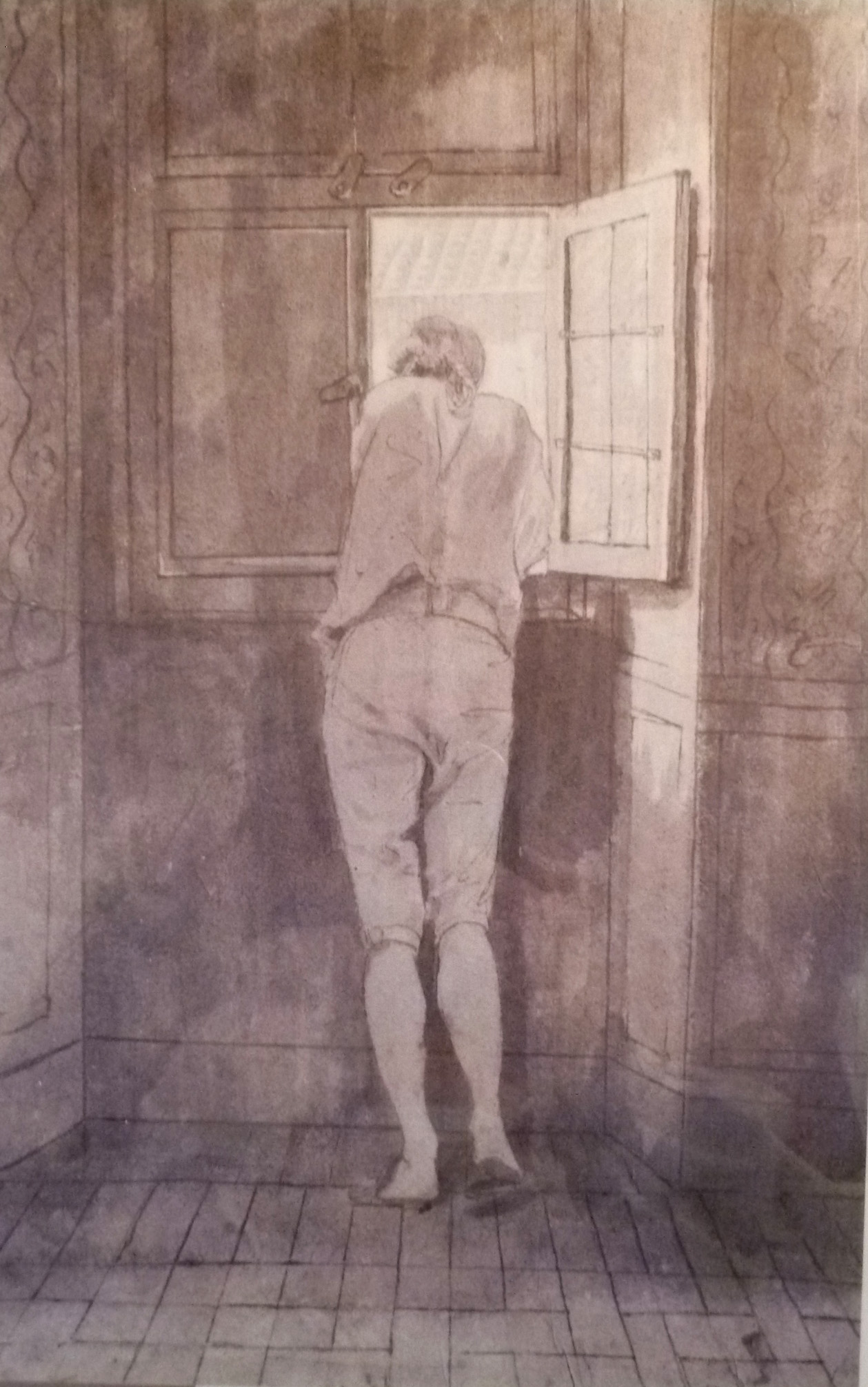
Goethe ritratto da Tischbein nel 1787 alla finestra del suo appartamento a Roma

## Descrizione
La zona espositiva e gli uffici della Casa di Goethe si trovano al 1º piano del palazzo di cia del Corso 18. L'accesso ai disabili è limitato per ridotte dimensioni dell'ascensore.
Le sale della mostra permanente raccontano il viaggio italiano di Goethe e il suo soggiorno romano con lettere, quadri, disegni, libri e documenti storici. Sono esposti tra l'altro disegni originali di Jakob Philipp Hackert,  Johann Heinrich Wilhelm Tischbein e Christoph Heinrich Kniep. In mostra anche opere moderne come il ritratto di Goethe di Andy Warhol, un'opera di Luigi Ontani o una scultura di Andreu Alfaro.
Quattro sale sono dedicate a mostre temporanee, che spesso sono dedicate a temi italo-tedeschi e alla tradizione del viaggio in Italia fino ai nostri giorni.
Una sala del museo ospite una biblioteca con una collezione di libri di Richard W. Dorn, prime edizioni di opere di Goethe, storia delle idee e rapporti culturali tra Germania ed Italia.
Gli altri libri della biblioteca specializzata sono collocati al secondo piano, dove si trova anche la biblioteca dell'Associazione degli Artisti Tedeschi.

## Collegamenti
|  | È raggiungibile dalla stazione Piazzale Flaminio. |